# Владимир I Велики
Владимир I Велики, Владимир Свјатославич, Свети Владимир или Владимир Крститељ (958—1015) је био велики кнез Кијева, који је прешао на хришћанство 988. године и после тога је покрстио целу Кијевску Русију. У народној епици се поистовећује са ликом Владимира Црвеног Сунца. Слави се као равноапостолни и у православљу и у римокатоличанству — 15. (28). јула и у Саборима Галицких, Псковских, Кијевских и Волинских светитеља.

## Порекло
Владимир је био најмлађи син Свјатослава I Кијевског (945—972). Свјатослав је одредио да Владимир буде владар Новгорода, а Јарополк да буде владар Кијева. Након Свјатослављеве смрти 972. избија сукоб међу браћом 976. године. Прво су се сукобили Јарополк и Олег. Владимир је изгубио Велики Новгород, па је побегао 977. у скандинавске земље, а у повратку у Отаџбину сакупља војску састављену од Варјага, Новгородаца, Чудза и изборско-псковских Кривича. Са њима креће против Јарополка.
На путу за Кијев тражио је руку Рогњеде, кћерке Рогволода, кнеза Полоцка. Према летописима, у тренутку када Владимир проси Рогњеду, она је већ испрошена, и то баш за Јарополка. Владимира одбија речима: Нећу да изујем робињиног сина, али за Јарополка хоћу, алудирајући на дворјанско порекло његове мајке. Владимир је напао Полоцк, освојио га, а по савету стрица Добриње силује Рогњеду пред њеним родитељима, а потом наређује да буду убијени и они и Рогњедина браћа. Полоцк је био кључни град на путу за Кијев. После Полоцка заузима Смоленск. Кијев заузима 980. године, убија Јарополка и проглашава се великим кнезом Кијевске Русије.

## Године паганске власти
Поставши новим кијевским кнезом, Владимир се трудио да обновио старе идоле: Перуна, Хорса, Дажбога, Стрибога, Симаргла, Мокоша и Велеса, а постоје и докази да је овим божанствима приносио животињске и људске жртве. Постоје и подаци о интересовању претходног кнеза Јарополка према хришћанству, тако да је то могло да проузрокује Владимирову жељу да врати паганске идоле у Кијев.
У Летописима тог времена говори се и о навикама Владимира пре примања хришћанске вере:

Био је Владимир побеђен љубомором, и имао је он жене […], а љубавница је имао 300 у Вишгороду, 300 у Белгороду и 200 на Берестови, у селу, које се сада назива Берестовоје. О био је несит у блуду, приводећи к себи удате жене и кварећи девојке.

Неки историчари су упоређивали кнеза Владимира са библијским царем Соломоном. У самом тексту Летописа давних година пише следеће: Јер је [Владимир] био женољубац, као и Соломон, јер је Соломон имао 700 жена, а конкубина 300.
Православни историчари тврде да је после крштења кнез ослободио од супружанских обавеза све паганске жене. Рогњеди је предложио да изабере мужа, али она је одбила и примила монашки постриг са именом Анастасија.

## Покрштавање Русије
У Летопису се помиње и избор вера, али оно носи карактеристике легенди. Наводно су на Владимиров двор долазили проповедници ислама, јудаизма, западног латинског хришћанства, али Владимир се одлучио за православље након разговора са једним грчим филозофом. Без обзира на клише у опису избора, у њему се ипак налази једно историјско зрно. Владимир је говорио Немцима који су долазили на двор: Вратите се назад, јер наши очи нису прихватали такву суштину'. У томе се могу видети одјеци догађаја из 962. године, када је немачки владар послао у Кијев епископа и свештенике по молби кнегиње Олге. Како нису били прихваћени у Русији, они су се једва спасили.
Детаљи о крштењу, у којој тачно фази владања је Владимир примио крштење, да ли је то било у Кијеву, Васиљеву или Корсуну - изгубљени су у Кијевској Русији још на почетку XII века, када су настајали летописи о овом времену. Као датум крштења Кијевске Русије традиционално се сматра летописна 988. година, иако историјски докази упућују на 987. годину као годину крштења самог кнеза Владимира, а 989. као годину Крштења Кијевске Русије.
У Кијеву је крштење прошло прилично мирно, док је у Новгороду, у којем је владао Владимиров стриц Добриња било побуна и устанака народа, који су гушени силом.

## Кнез Владимир у уметности
Лик кнеза Владимира често је инспирација многих уметника, како у прошлости, тако и данас. Његов поступак према Рогњеди тема је многих уметничких дела и дискусија.

### У фолклору
У епској поезији лик кнеза Владимира се повезује са ликом Владимира Црвеног сунца. У украјинској народној обредној поезији помињу се кнез и његова мајка Малуша.

### У књижевности
Своја дела су посвећивали кнезу Владимиру Теофан Прокопович (драма Владимир), Ј.Б. Књажњин, Ф.П. Кључарев, М.М. Херасков, А.С. Грибоједов и А.Н. Муравјов.
Радња Пушкинових Руслана и Људмиле смештена је у епоси Владимира Сунца.

### У кинематографији
- Јарослав Мудри (1981; Совјетски Савез), режисер - Григориј Кохан.
- Легенда о кнегињи Олги (1983; Совјетски Савез), режисер - Јуриј Иљенко.
- Владимир Свети (1993; Русија), режисер - Јуриј Томошевски;
- Сага древних Бугара (2004).
- Викинг (2016; Русија), режисер - Андреј Кравчук.
- Крштење Русије (2018; Русија) - документарна драма, режисер - Максим Беспали.
- Рјуриковичи. Историја прве династије (2019; Русија) - документарна драма, режисер - Максим Беспали.

Лик кнеза Владимира је био и инспирација и за цртане филмове, почасне ордене, подигнути су му споменици у Русији, Пољској, Украјини, бројне улице данас носе његово име, популарни су и новчићи и поштанске маркице са његовим ликом.

## Породично стабло
|  |                          |  |  |  |  |  |  |  |  |  |  |  |  |  |  |  |
|  | 8. Рјурик                |  |  |  |  |  |  |  |  |  |  |  |  |  |  |  |
|  |                          |  |  |  |  |  |  |  |  |  |  |  |  |  |  |  |
|  |                          |  |  |  |  |  |  |  |  |  |  |  |  |  |  |  |
|  | 4. Игор Кијевски         |  |  |  |  |  |  |  |  |  |  |  |  |  |  |  |
|  |                          |  |  |  |  |  |  |  |  |  |  |  |  |  |  |  |
|  |                          |  |  |  |  |  |  |  |  |  |  |  |  |  |  |  |
|  | 2. Свјатослав I Кијевски |  |  |  |  |  |  |  |  |  |  |  |  |  |  |  |
|  |                          |  |  |  |  |  |  |  |  |  |  |  |  |  |  |  |
|  |                          |  |  |  |  |  |  |  |  |  |  |  |  |  |  |  |
|  | 5. Олга Кијевска         |  |  |  |  |  |  |  |  |  |  |  |  |  |  |  |
|  |                          |  |  |  |  |  |  |  |  |  |  |  |  |  |  |  |
|  |                          |  |  |  |  |  |  |  |  |  |  |  |  |  |  |  |
|  | 1. Владимир I Велики     |  |  |  |  |  |  |  |  |  |  |  |  |  |  |  |
|  |                          |  |  |  |  |  |  |  |  |  |  |  |  |  |  |  |
|  |                          |  |  |  |  |  |  |  |  |  |  |  |  |  |  |  |
|  | 3. Малуша                |  |  |  |  |  |  |  |  |  |  |  |  |  |  |  |
|  |                          |  |  |  |  |  |  |  |  |  |  |  |  |  |  |  |
|  |                          |  |  |  |  |  |  |  |  |  |  |  |  |  |  |  |